# Parque Lleras
Parque Lleras är en park i Colombia.   Den ligger i departementet Antioquía, i den centrala delen av landet, 240 km nordväst om huvudstaden Bogotá. Parque Lleras ligger 1 554 meter över havet.
Terrängen runt Parque Lleras är kuperad västerut, men österut är den bergig. Parque Lleras ligger nere i en dal. Runt Parque Lleras är det mycket tätbefolkat, med 1 886 invånare per kvadratkilometer. Närmaste större samhälle är Medellín, 4,8 km norr om Parque Lleras. Runt Parque Lleras är det i huvudsak tätbebyggt.